# Aleksei Saltíkov
Aleksei Aleksàndrovitx Saltíkov (rus: Алексей Александрович Салтыков; Moscou 13 de maig de 1934 – 8 d'abril de 1993) va ser un director de cinema i guionista soviètic i rus. Artista del Poble de l'RFSSR (1980).

## Biografia
Saltíkov va néixer a Moscou de pares russos. El seu pare Aleksandr Saltíkov va treballar com a enginyer al Kremlin de Moscou. Amb l'inici de la Gran Guerra Patriòtica va ser enviat a la primera línia i va morir a prop de Sebastopol el 1941. La seva família va romandre a Moscou. La mare d'Aleksei el va batejar a ell i a la seva germana poc abans de la batalla de Moscou, a la que finalment van sobreviure. Mai es va tornar a casar i va criar els fills ella sola,
Als 14 anys Saltíkov va haver de convertir-se en treballador de fàbrica a causa de les males condicions de vida. També va estudiar a l'escola nocturna i va decidir unir-se a l'Institut Gueràssimov de Cinematografia (VGIK). El 1961 va acabar els cursos de director dirigits per Serguei Gueràssimov. El seu primer llargmetratge, Drug moi, Kolka! es va estrenar el mateix any, codirigit per Aleksandr Mitta. Va ser vist per 23,8 milions d'espectadors. Amb la seva següent pel·lícula Bei, baraban! fou considerat com un dels directors de cinema infantils més prometedors, però Saltíkov va decidir el contrari.
El 1964 va dirigir el drama de postguerra Predsedatel. Basat en el guió de Iuri Nagibin, conta la història ficcionada d'un autèntic partisà belarús, Kirill Orlovski (anomenat Egor Trubnikov a la pel·lícula) qui va perdre el seu braç durant la guerra, després va liderar un dels kolkhoz arruïnats i el va convertir en el més pròsper del país. El protagonista fou interpretat per Mikhaïl Uliànov. La pel·lícula també va incloure diversos temes poc habituals per al cinema d'aquella època, inclosa la fam de la postguerra, la burocràcia que va impedir la recuperació més ràpida, la manca d'homes i els mètodes repressius del NKVD. Al mateix temps, va mostrar la força de la gent del poble que va reconstruir el camp des de zero malgrat tot.
Segons Aleksander Mitta, cinc principals directors de Mosfilm van rebutjar el guió abans que finalment arribés a Saltíkov. Vista per 33 milions de persones d'aleshores, va esdevenir un èxit instantani. va rebre un premi al Festival de Cinema de Tota la Unió i va ser nomenada la millor pel·lícula de 1965 pels lectors de la revista Sovetski Ekran. Mikhaïl Uliànov també va ser nomenat millor actor de 1965 i va atorgar el premi Lenin. El paper de Trubnikov es va convertir en un dels seus papers més reconeguts en tota la seva carrera.
Saltíkov va realitzar altres tres pel·lícules basades en els guions de Nagibin: Babíe tsarstvo (1967), Direktor (1969) i Semía Ivanovíkh (1975). Babíe tsarstvo narra una història similar a Predsedatel, però amb èmfasi en les dones russes durant i després de la guerra. Es va convertir en un dels líders de la taquilla de 1968 (quart lloc amb 49,6 milions d'espectadors) i la 38a pel·lícula més vista de la Unió Soviètica. Rimma Markova fou nominada la millor actriu al Festival de Cinema de Tota la Unió de 1970.
Direktor fou dedicada a Ivan Likhatxov (anomenat Aleksei Zworíkin a la pel·lícula) qui va establir la indústria de l'automòbil a la Unió Soviètica, va encapçalar ZiL, i que va ser el sogre de Nagibin. El rodatge va començar a principis del 1965, però va acabar després que Ievgueni Urbanskí morís tràgicament assassinat mentre realitzava una acrobàcia. Saltíkov va ser acusat personalment de la seva mort i no se li va permetre dirigir res fins al 1967. El 1969 es va fer la segona versió de Director amb Nikolai Gubenko com a Zworíkin, i fou un èxit menor.
Va produir diversos drames històrics i de guerra, però cap d'ells va arribar al triomf de les seves obres anteriors. Segons l'escriptor Nikolai Koniàev, el 1993 Saltikov es va apropar a ell amb documents dels arxius soviètics fins aleshores tancats sobre el general Andrei Vlàssov conegut per la seva col·laboració amb els nazis durant la Segona Guerra Mundial. Junts van escriure un guió per a una pel·lícula biogràfica, però en només una setmana Saltíkov va morir sobtadament als 58 anys.
Aleksei Saltíkov tou enterrat a Moscou al Cementiri Troiekurovskoie. Va estar casat amb l'actriu soviètica i després canadenca Olga Prokhorova (born 1948).

## Filmografia
| 1959 | Rebiata s naixego dvora      | Ребята с нашего двора       | Sí | Sí | curtmetratge         |
| 1961 | Drug moi, Kolka!             | Друг мой, Колька!           | Sí |    | amb Aleksander Mitta |
| 1962 | Bei, baraban!                | Бей, барабан!               | Sí |    |                      |
| 1964 | Predsedatel                  | Председатель                | Sí |    |                      |
| 1967 | Babíe tsarstvo               | Бабье царство               | Sí |    |                      |
| 1969 | Direktor                     | Директор                    | Sí |    |                      |
| 1971 | I bil vecher, i bilo utro... | И был вечер, и было утро... | Sí |    |                      |
| 1972 | Sibiríatxka                  | Сибирячка                   | Sí |    |                      |
| 1973 | Vozvrata net                 | Возврата нет                | Sí | Sí |                      |
| 1975 | Semía Ivanovíkh              | Семья Ивановых              | Sí |    |                      |
| 1978 | Pugatxev                     | Емельян Пугачёв             | Sí |    | també productor      |
| 1981 | Polín - trava gorkaia        | Полынь — трава горькая      | Sí |    |                      |
| 1983 | Ekzamen na bessmertie        | Экзамен на бессмертие       | Sí | Sí |                      |
| 1984 | Gospodin Velikii Novgorod    | Господин Великий Новгород   | Sí | Sí |                      |
| 1986 | Krik delfina                 | Крик дельфина               | Sí |    |                      |
| 1988 | Za vsío zaplatxeno           | За всё заплачено            | Sí | Sí |                      |
| 1992 | Groza nad Rusíu              | Гроза над Русью             | Sí | Sí |                      |